# Чемпионат России по боксу 2012
Чемпионат России по боксу 2012 года проходил в Сыктывкаре с 12 по 20 ноября.

## Медалисты
| Весовая категория | Золото                                                  | Серебро                                                | Бронза                                                                           |
| ----------------- | ------------------------------------------------------- | ------------------------------------------------------ | -------------------------------------------------------------------------------- |
| до 49 кг          | Бэлик Галанов Москва                                    | Валентин Чебочаков Новосибирск                         | Никита Томилов Санкт-Петербург, Республика Коми Никита Елфимов Сыктывкар         |
| до 52 кг          | Овик Оганнисян Одинцово                                 | Мухаммад Шехов Московская область, Псковская область   | Карен Арутюнян Прокопьевск Вячеслав Ташкараков Новосибирская область, Хакасия    |
| до 56 кг          | Владимир Никитин Старый Оскол                           | Тигран Узлян Калининград                               | Эдуард Абзалимов Челябинск Евгений Аверин Московская область, Тамбовская область |
| до 60 кг          | Дмитрий Полянский Старый Оскол                          | Адлан Абдурашидов Московская область, Чечня            | Руслан Камилов Нижневартовск Вячеслав Шипунов Бийск                              |
| до 64 кг          | Армен Закарян Новосибирск                               | Раджаб Бутаев Хасавюрт                                 | Александр Соляников Челябинск Максим Дадашев Санкт-Петербург                     |
| до 69 кг          | Александр Беспутин Красноярск                           | Александр Иванов Москва                                | Владислав Федюрин Димитровград Ислам Эдисултанов Грозный                         |
| до 75 кг          | Артём Чеботарев Московская область, Саратовская область | Максим Газизов Московская область, Саратовская область | Пётр Хамуков Санкт-Петербург Гамзат Газалиев Московская область, Дагестан        |
| до 81 кг          | Дмитрий Бивол Санкт-Петербург                           | Никита Иванов Московская область, Тамбовская область   | Владимир Шишкин Москва Даниил Швед Череповец                                     |
| до 91 кг          | Евгений Тищенко Москва                                  | Алексей Егоров Обнинск                                 | Виталий Кудухов Москва Дмитрий Зайцев Москва                                     |
| свыше 91 кг       | Магомед Омаров Дагестан, Татарстан                      | Сергей Кузьмин Санкт-Петербург                         | Максим Бабанин Волгоград Иван Верясов Калининград                                |